# جوئل اپاله
جوئل اپاله (انگلیسی: Joël Epalle؛ زادهٔ ۲۰ فوریهٔ ۱۹۷۸) یک بازیکن فوتبال اهل کامرون است.
وی همچنین در تیم ملی فوتبال کامرون بازی کرده و در جام جهانی فوتبال ۲۰۰۲ نیز حضور پیدا کرده‌است.